# العلاقات المجرية الغواتيمالية
العلاقات المجرية الغواتيمالية هي العلاقات الثنائية التي تجمع بين المجر وغواتيمالا.

## مقارنة بين البلدين
هذه مقارنة عامة ومرجعية للدولتين:
| وجه المقارنة                                              | المجر                                                       | غواتيمالا       |
| --------------------------------------------------------- | ----------------------------------------------------------- | --------------- |
| المساحة (كم2)                                             | 93.04 ألف                                                   | 108.89 ألف      |
| عدد السكان (نسمة)                                         | 9.78 مليون                                                  | 17.26 مليون     |
| الكثافة السكانية (ن./كم²)                                 | 105.12                                                      | 158.51          |
| العاصمة                                                   | بودابست                                                     | غواتيمالا       |
| اللغة الرسمية                                             | لغة مجرية                                                   | اللغة الإسبانية |
| العملة                                                    | فورنت مجري                                                  | كتزال غواتيمالي |
| الناتج المحلي الإجمالي (بليون دولار)                      | 139.14 مليار                                                | 75.62 مليار     |
| الناتج المحلي الإجمالي (تعادل القوة الشرائية) بليون دولار | 260.42 مليار                                                | 126.21 مليار    |
| الناتج المحلي الإجمالي الاسمي للفرد دولار أمريكي          | 12.36 ألف                                                   | 3.90 ألف        |
| الناتج المحلي الإجمالي للفرد دولار أمريكي                 | 25.07 ألف                                                   | 7.45 ألف        |
| مؤشر التنمية البشرية                                      | 0.828                                                       | 0.627           |
| رمز المكالمات الدولي                                      | +36                                                         | +502            |
| رمز الإنترنت                                              | .hu                                                         | .gt             |
| المنطقة الزمنية                                           | ت ع م+01:00، ت ع م+02:00، أوروبا/بودابست ‏، توقيت وسط أوروبا | 00              |

## منظمات دولية مشتركة
يشترك البلدان في عضوية مجموعة من المنظمات الدولية، منها:
| علم المنظمة | اسم المنظمة                               | تاريخ انضمام المجر | تاريخ انضمام غواتيمالا |
| ----------- | ----------------------------------------- | ------------------ | ---------------------- |
|             | مؤسسة التنمية الدولية                     | 29 أبريل 1985      | 27 أبريل 1961          |
|             | يونسكو                                    | 14 سبتمبر 1948     | 2 يناير 1950           |
|             | وكالة ضمان الاستثمار متعدد الأطراف        | 21 أبريل 1988      | 11 يوليو 1996          |
|             | الأمم المتحدة                             | 14 ديسمبر 1955     | 21 نوفمبر 1945         |
|             | الاتحاد البريدي العالمي                   | ?                  | ?                      |
|             | البنك الدولي للإنشاء والتعمير             | 7 يوليو 1982       | 28 ديسمبر 1945         |
|             | الاتحاد الدولي للاتصالات                  | 1866               | 10 يوليو 1914          |
|             | منظمة حظر الأسلحة الكيميائية              | ?                  | ?                      |
|             | مؤسسة التمويل الدولية                     | 29 أبريل 1985      | 20 يوليو 1956          |
|             | المركز الدولي لتسوية المنازعات الاستشارية | 6 مارس 1987        | 20 فبراير 2003         |
|             | منظمة التجارة العالمية                    | 1995               | ?                      |
|             | منظمة الشرطة الجنائية الدولية             | ?                  | ?                      |

## أعلام
هذه قائمة لبعض الشخصيات التي تربطها علاقات بالبلدين:
- غلوريا ألفاريز (صحفية غواتيمالية، 9 مارس 1985 – )

## وصلات خارجية
- موقع وزارة الخارجية المجرية
- موقع وزارة الخارجية الغواتيمالية